# Bewegingssensor

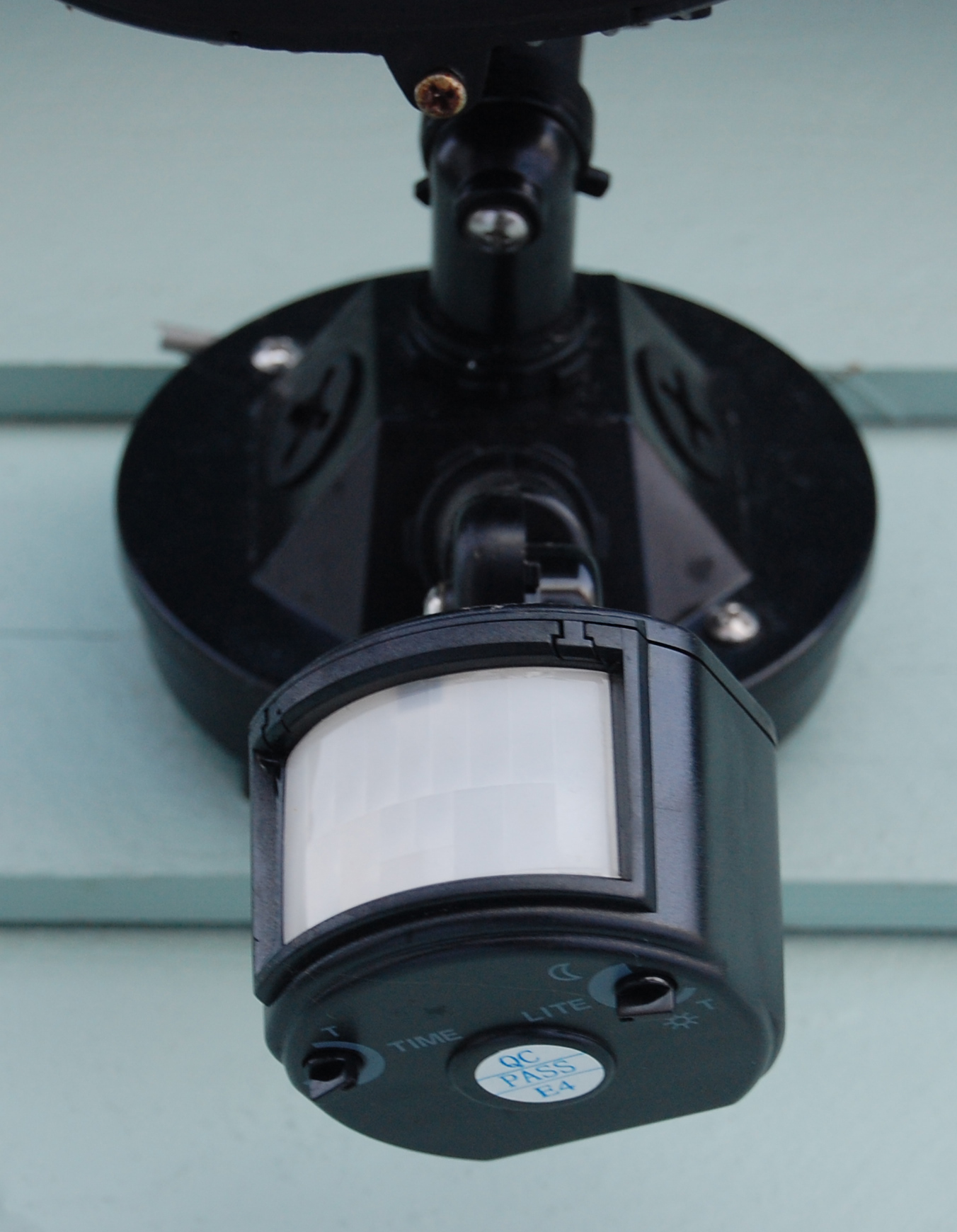
Toepassing van een PIR bewegingssensor

Een bewegingssensor is een sensor die op beweging reageert. Bij het detecteren van beweging geeft een bewegingssensor een elektrisch signaal, waardoor bijvoorbeeld een lamp, flitser of alarm ingeschakeld kan worden. De sensor kan functioneren door middel van ultrageluid, of door elektromagnetische straling, zoals microgolven of  infrarode straling. Deze laatste, de zogeheten PIR bewegingssensor, komt het meest voor.

## Toepassing
Bewegingssensoren worden toegepast bij inbraakdetectiesystemen, en voor de aansturing van verlichting in en rondom gebouwen. Verder worden ze onder meer gebruikt bij kostenbesparende straatverlichting, en voor automatische deuropeners en roltrapactivatie in publieke ruimtes. Ook zitten deze sensoren in toenemende mate in spelsystemen en mobiele telefoons. 